# GP32-játékok listája
Ez a szócikk a GP32 konzolra hivatalosan kiadott játékok listáját tartalmazza.
| Cím                                                                               | Fejlesztő         | Kiadó               | Típus              | Kiadás ideje        |
| --------------------------------------------------------------------------------- | ----------------- | ------------------- | ------------------ | ------------------- |
| Astonishia Story R                                                                | Sonnori           | Gamepark            | RPG                | 2002. január 12.    |
| Blue Angelo                                                                       | Virtual Spaghetti | Shibuya Interactive | Platformer/RPG     | 2004. december 16.  |
| Dooly Soccer 2002                                                                 | Abyss Game        | Gamepark            | Sport              | 2002. június 18.    |
| Dungeon & Guarder                                                                 | Gamepark          | Gamepark            | Hack 'n Slash      | 2001. november 23.  |
| Dyhard - with Infinite Stairs (vagy Dyhard Infinity)                              | Kookie Soft       | Gamepark            | Akció              | 2001. november 23.  |
| Funny Soccer                                                                      | Metarica          | Gamepark            | Akció              | 2002. november      |
| Gloop Deluxe                                                                      | Aeon Flame        | Aeon Flame          | Puzzle             | 2002. november 20.  |
| GP Fight                                                                          | TeamBlaze         | Gamepark            | Akció/Mini-játékok | 2002. március 21.   |
| Hany Party Game                                                                   | Include           | Gamepark            | Puzzle             | 2002. június 26.    |
| Her Knights (vagy Her Knights: Forcing Break-Out vagy All For Princess: Deadline) | Byulbram          | Gamepark            | Arcade             | 2002. április 19.   |
| Kimchi-Man                                                                        | Spearhead         | Gamepark            | Platformer         | 2002. február       |
| Little Wizard                                                                     | Gamepark          | Gamepark            | Verekedős          | 2001. november 23.  |
| Mill                                                                              | Article Seezak    | Gamepark            | Akció RPG          | 2003.               |
| Oneshot Voca                                                                      | Damasys           | Gamepark            | Tanulás            | 2002. október       |
| Pinball Dreams                                                                    | Logik State       | Gamepark            | Flipper            | 2002. október       |
| Princess Maker 2                                                                  | Ninelives         | Gamepark            | Szimuláció         | 2002. augusztus 8.  |
| Rally Pop                                                                         | Gamepark          | Gamepark            | Stratégia          | 2001. november 23.  |
| Raphael                                                                           | T3 Entertainment  | Gamepark            | Puzzle             | 2002. szeptember 9. |
| Story of Bug Eyed Monster                                                         | Article Seezak    | Gamepark            | Visuel Nivel       | 2003. szeptember 9. |
| Super Plusha                                                                      | FaMe Soft         | Gamepark            | Platformer         | 2002. október 17.   |
| Tanggle's Magic Square                                                            | EZ                | Gamepark            | Puzzle             | 2001. november 23.  |
| Tears: Contact                                                                    | Team DTR          | Gamepark            | Visual Novel       | 2003.               |
| Therapy                                                                           | Rosa:6            | Gamepark            | Visual Novel       | 2002. március 23.   |
| Tomak: Save the Earth, Again!                                                     | Seed9             | Gamepark            | Shooter            | 2002. február       |
| Treasure Island                                                                   | Gamepark          | Gamepark            | Puzzle             | 2002. január 21.    |
| Wanna Be Wizard                                                                   | A&B Soft          | Gamepark            | RPG                | 2004. október 27.   |
| Winter Is...                                                                      | Rosa:6            | Gamepark            | Visual Novel       | 2003 április 4.     |
| Wizard Slayer                                                                     | FZ Media          | Gamepark            | Lövöldözős         | 2002. október 11.   |